# ジル・クレモン

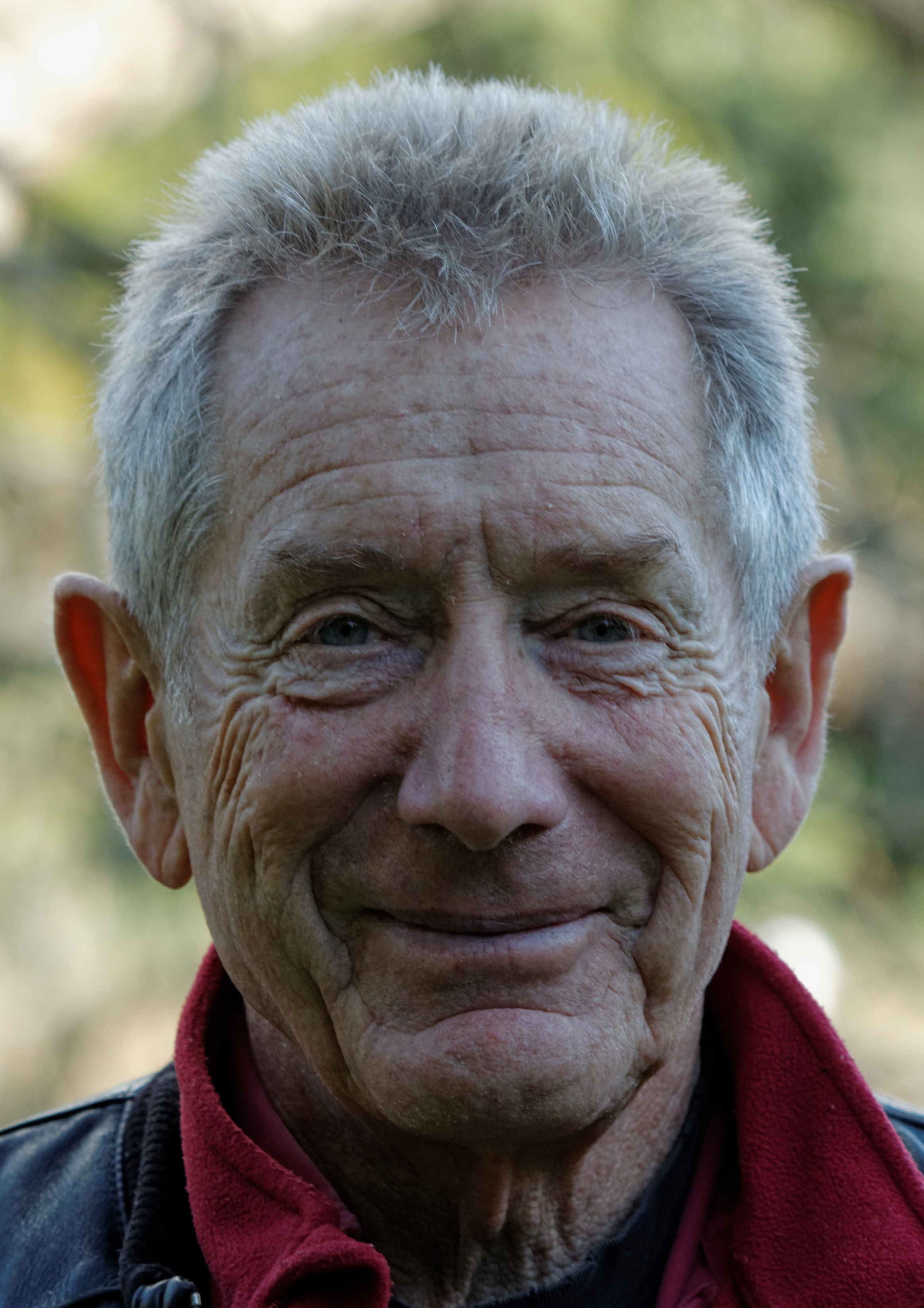
ジル・クレモン(2015)

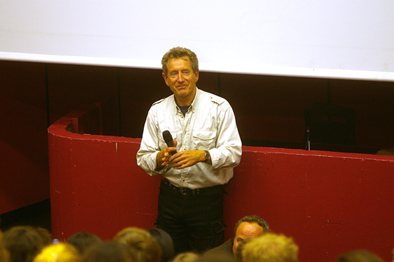
ジル・クレモン

ジル・クレモン（Gilles Clement, 1943年 -　）は、フランス人ランドスケープアーキテクト（ペイサジスト）景観デザイナー。作庭家。その他植物学者、昆虫学者、作家の顔をもつ。アルジャントン＝シュール＝クルーズ生まれ。

## 沿革
1969年にヴェルサイユの国立高等造園学校（現在のヴェルサイユ国立エコール・デ・ペイサージュ・ENSP）を卒業し、母校で長く教員をつとめている。現在は同校名誉教授。

## 代表作
近年はリュクサンブールのケ・ブランリ美術館でジャン・ヌーヴェルと協同。美術館周辺の庭設計を担当している。
メル国際現代アート・ビエンナーレ参加要請に応じて、2007年6月に発足し参加した最初のプロジェクトでは、農薬の合成から有機園芸で使用される植物、イラクサが作ることができるプールとイラクサの肥料の免疫力を強化と治療回避のため耐久性のあるように、水の庭で構成。
カリアリのサルデーニャ島ネクロポリスの庭は、首長レナート・ソルの要請に応じたもの。 
その他、
- パリ・ラ・デファンスのジャルダン・ドゥ・アルシュ（Jardins de l'Arche a la Defense）、
- ラ・デファンス大都市軸形成のチームに参加（Equipe laureate du concours du grand axe a La Defense,1990年）、
- パリのジャルダン・デ・ラ・グランド（the Jardins de la Grande）、ラ・デファンスのグランダルジュの庭（1994年）
- リールのマティスパーク（エリック・ベルリン、シルヴァン・フレッポと共同、Parc Matisse a Euralille、1990年-1995年）、
- Argoules・Valloires庭園（Jardins de Valloires a Argoules）、
- ブロワのシャトード庭園（Jardin du Chateau de Blois）、
- レイヨル・ド・メーヌデュ・地中海庭園（Jardin du Domaine du Rayol、レイヨル＝カナデル＝シュル＝メール、1989-1994年）
- 種馬飼育場の庵（Haras de l'ermitage、オルヌ、90ha、1975年）、
- バリの風とバラの庭（Jardin de la rose des vents、インドネシア、1984年）、
- 神聖なるavoldの市民墓地の拡張（Extension du cimetiere civil de saint-avold、ロレーヌ、10ha、1990-1994）、
- 受賞を受けたリハビリテーションの庭のためのタイル工事コンサルテーション（Consultation pour la rehabilitation du jardin des tuileries、パリ、23ha、1990年）、
- credit foncierの庭（パリ、1993年）、
- リヨンのド・フォントネー＝サン＝クラウドの師範養成校（Jardin de l' Ecole normale superieure de Fontenay-Saint-Cloud a Lyon）、
- ロワール＝アトランティック農業大学ジュールRieffel庭園（Jardin du lycee agricole Jules Rieffel en Loire-Atlantique）、
- ピカルディのヴァロワール修道院庭園 (Les Jardins de Valloires)、
- 谷の庭（自邸庭園）
- 5つの要素の庭（Jardin des 5 éléments） [ アーカイブ ]　リビング・アースエコロジーセンター（Centre écologique Terre vivante）
- リコール・エコール国立公園 (fr:École normale supérieure de Lyon) の造園
- ランドスケープパーク・fr:Château de Châtenay-en-France
- リヨンの第二路面電車プロジェクト (fr:ligne 2 du tramway de Lyon) の植栽設計
- サン＝ナゼールの水中基地の屋根 (fr:base sous-marine de Saint-Nazaire) 第3景観庭園―ジル・クレモンと実現集団コロココ（toit de la  conception Gilles Clément réalisation Collectif Coloco）
- 高等学校Jules-Rieffel à fr:Saint-Herblain（ロアールアトランティック fr:Loire-Atlantique）農業教育庭（enseignement agricole）
- ガーデンバガボンド (fr:Jardin Vagabond) セントラルエクスレバンfr:Aix-les-Bains（サヴォワ Savoie)
- トリコの緑地帯：コロコランドスケープらと、リビア、2008年

などを手がけている。デザインには植物のサクション・経年変化を取り入れる試みを実行している。
国際的に最も名声を得た作品として、1985年に開催されたパリ市主催のアンドレ・シトロエン公園の設計競技で、建築家パトリック・ベルジェと協同し、アラン・プロヴォとジャンポール・ビギェ組とともに設計者に選出される。全体計画は4名協同。この他ジャン＝フランソワ・ジョドリーが加わり、おもに公園北東部の集列の庭、白の庭、温室、動きの庭をおもに担当。設計思想としているグローバルガーデン、第三のランドスケープ、動きの庭といった観念の導入をここでこころみている。
1997年には南アフリカ・ソウェトの「ソウェト都市整備計画」を発表。この計画で都市計画の基本となる要素を下水や汚水の排水装置の整備、自然環境を維持ままで自然と都市とのつながりを保全することを目指し、広大な湿地帯の一部分を都市的な地域と居住地とに変更する案である。

## 人物概要
真っ先には公共公園、またチリからニューカレドニアへの庭園まで手がけることで知られるフランスのデザイナーとして知られるが、さらに、人気の寓話、小説を執筆する作家としての一面をもつ。また生態学者、植物学者や昆虫学者としても知られ、実際カメルーンで1974年に新種の蝶「Bunoeopsis clementii」を発見してもいる。ヴェルサイユの造園学校卒業後、ちょうど講師になった母校にランドスケープデザインの専修課程が発足し、既に自然に対応したアプローチというテーマで生物学的なガーデニングデザインをベースにしていく。思想的に人間で手付かずの自然とのパートナーシップ、ロマンチック崇拝が垣間みられる。
こうして、今はフランス・ランドスケープアーキテクチャー教育の名門ヴェルサイユ国立学校教授である。同校では自然の歴史の他、設計教育を担当する唯一の講師である。ただし他の教授陣とは異なり、彼自身は、現場の庭師という立場を好む傾向があるという。 
庭園の設計における賞与などへの拒絶反応についても強く、クレマンは数年来、そういうものは匿名の農民、エンジニアやランドスケープの本当のアーキテクトである林業従事者らに与えられるべきであると主張し、ペーサージュ・景観設計に関するフランスの国家賞を拒否していた。1999年に、受賞したものは彼の同意なしに授与されている。
著作に、庭園論では『動いている庭』（1991年、日本では山内朋樹訳で ISBN 978-4-622-07859-3 C0070 2015年）、『惑星という庭』（1999年）、『第三風景宣言』（2004年）などがあり、小説も『トマと旅人』（1997年）ほか多数。
主な著作
- "飼いならされた荒れ地"« La friche apprivoisée »,、都市計画（Urbanisme, n°）第209号社、1985年9月、P.91から95。 209, septembre 1985, p. 91-95.
- 動いている庭―谷からアンドレ＝シトロエン公園（Le Jardin en mouvement, de la Vallée au parc André-Citroën）、パリ、セン＆トンカ社、1994年（再版は1999年9月、2001年、2007年3月に増冊）
- 惑星という庭（Le Jardin planétaire、クロード・エヴェーノらと）、ローブ／シャトー＝ヴァロン社、1997年（1999年再発行）
- 惑星という庭（Les Jardins planétaires、Guy Tortosaと）、編集。Jean-Michel Place社、1999年9月
- 惑星という庭への旅、スケッチブック（Voyage au Jardin planétaire, carnet de croquis 、レイモンド・サルティと）、編集。1999年11月、Spiralinthe社
- 運動の庭（Le Jardin en mouvement）、パリ、パンドラ社社、1991
- 谷（La Vallée）、パリ、パンドラ社、1991
- 荒地の称賛（Éloge de la friche、彫刻家フランソワベアルと、編集）Lacourière-Frélaut社、1994
- ジョージサンドのロマンチックガーデン（Le Jardin romantique de George Sand、クリスチャンサンドらと）, Albin Michel, 1995
- 惑星という庭研究への貢献―Fire（Contributions à l'étude du jardin planétaire. À propos du feu、Michel Blazyと）について、バレンシアリージョナルスクールオブファインアーツ社、1995
- Re-Cueille：囲い込みと測定（ L'enclos et la mesure、Jean-Paul Ruizと、編集）Jean-Paul Ruiz社、1996
- 小説『トマと旅人』（Thomas and the Traveller）、アルビン・ミシェル社、1997年1月 （ISBN  2-226-08770-2）（2011年3月再発行）
- 意図的でないアートに関する簡単な論文（Traité succinct de l'art involontaire）、SensおよびTonka社、1997年（2014年に再版）
- ジル・クレモンの無料庭園（Les Libres Jardins de Gilles Clément）、オーク社、1997年
- ハザンの不登校（Une école buissonnière, Hazan）、1997年9月
- ドアーズ（Les Portes）、センズとトンカ社、1998
- 最後の石（La Dernière Pierre）、アルビン・ミシェル社、1999年8月
- 肥沃な土地（Terres fertiles、ステファンSpachと）、編集。プリンター社、1999年9月
- 「Rayolの庭園」（Les Jardins du Rayol）juillet、Actes Sud社、1999年7月（2005年5月再発行）
- 放浪者の賛美。世界を征服するためのハーブ、木および花、Nil版（Éloge des vagabondes. Herbes, arbres et fleurs à la conquête du monde, Nil Édition）、2002年5月（2014年、Robert Laffontによる転載）
- 悪いと言われているハーブ類の植物（Herbes ou ces plantes qu'on dit mauvaises、Jean-Paul Ruizと）。Jean-Paul Ruiz社、2003
- 最後の石（La Dernière Pierre、中国語）、台湾、王冠出版、coll.Choice 69、2003
- 庭師の知恵編 新しい目（La Sagesse du Jardinier éd. L'Œil Neuf）、2004年3月
- 第3風景のマニフェスト（Manifeste du Tiers-paysage）、編集。Subject Subject、2004年5月（Sens＆Tonkaでの拡張リリース、2014年）
- レター・オブ・レターズ（Jardins de lettres 、クロード・デリアスと一緒に）、ジェーン・オトメスギーン社、2004年
- Euroland（Edith RouxおよびGuy Tortosaと共に）、Jean-Michel Place Editor社、2005
- トルコとドードー（Le Dindon et le Dodo）、Bayard Culture Publishing社、2005年2月
- The Clouds、ベヤードカルチャーパブリッシング社、2005年2月
- マニフェスト・デル・テルゾ・パエサッジョ（Manifesto del Terzo paesaggio、後フィリッペ・デ・ピエリ）、マチェラータQuodlibet社、2005年10月
- ジル・クレモンとヒューマニストのエコロジー（Gilles Clément, une écologie humaniste、Louisa Jonesと共に）Aubanel社編、2006年9月
- 草はどこですか？―Global Gardenへの思い出（Où en est l'herbe ? Réflexions sur le jardin planétaire、Louisa Jonesと）、Actes Sud社、2006年10月
- 嘘（ではありません）―明日のために行動する方法（Environ(ne)ment. Manières d'agir pour demain、Philippe Rahmと）、Skira Editore社、2006年11月（バイリンガル版）
- 地衣類のベルヴェデーレ（Le Belvédère des lichens、Le Sentier des Lauzesと共著、アルデシュ県モン・ダルデシュの自然公園Jean-Pierre Huguet編集）、Saint Julien Molin Molette社、2007年10月
- Nove Giardini Planetari（Alessandro Roccaと）、ミラノ、22出版、2007年10月
- 静物画発明、コレクションDawn Pocket Test、エーグの塔（Toujours la vie invente, collection L'Aube Poche Essai, La Tour d'Aigues）、Editions de l'Aube社、2008年2月
- イル・ジャルディーノのムジメント（Il Giardino in movimento.）―谷底から遊園へ（Dalla vallata al giardino planetario）Macerata Godlibet社、2008年5月（+ 2010年に再発行）
- 9つの庭園 惑星の庭のアプローチ（Neuf jardins. Approche du jardin planétaire、アレッサンドロ・ロッカと）、アルル、Actes Sud社『ネイチャー』より、2008年9月
- 惑星庭園―ジル・クレモンによるランドスケープアーキテクチャー（Planetary Gardens. The Landscape Architecture of Gilles Clement、Alessandro Roccaとの共著）、Birkhauser Verlag AG社、2008年9月
- 庭師planetario（Il giardiniere planetario）、ミラノ、22出版、2008年
- マージン（Sur la marge、フランソワベアルと）、パリ、ミシェルブロッタ社、2008年
- ル・サロン・デ・ベルセス（Le Salon des berces）、パリ、Nil Editions社、2009年
- 谷底の生物多様性、芸術、風景（Dans la vallée. Biodiversité, art, paysage、Gilles A. Tiberghienへのインタビュー）、パリ、Bayard Centurion社「エッセイ」より、2009年
- Elogio delle vagabonde Erbe、arbusti e fiori、「Conquista del mondo」に掲載、Derive Approdi社、2010年* パリの庭園、L'āilNeuf の簡単な歴史（Une brève histoire du jardin）「ショートストーリー」より、2011
- 庭の簡単な歴史（Breve storia del Giardino）マチェラータ、Quodlibet社、2012
- 庭園、風景、そして自然の天才（Jardins, paysage et génie naturel）、パリ、フランスの大学/ Fayard「コレッジ・ド・フランスでの就任授業」より、2012
- ベルヴェデーレ―ランドスケープの視点（Belvédère. Points de vue sur le paysage）サン・ブノワ・デュ・ソ、タラブステ社、2013年
- 予測不可能（Les Imprévisibles）、パリ、L'Une et l'Autre社、2013
- アンビエント・オルタナティブ（L'Alternative ambiante）、パリ、センス＆トンカ社、2014
- さまよう種―脅威、または利益？（Espèces vagabondes, menace ou bienfait?、FrancisHallé・François・Letourneuxと）、トゥールーズ、ÉditionsPlume de Carotte社「Les Engagés」より、2014
- Abécédaire、パリ、Sens＆Tonka社、2015
- 広大な庭―ジル・クレモンのテキスト（Un grand jardin, texte de Gilles Clément）、Vincent・Gravéのイラスト、編集カンボラキス社、2016年 （ISBN  9782366242003）